# 群山市

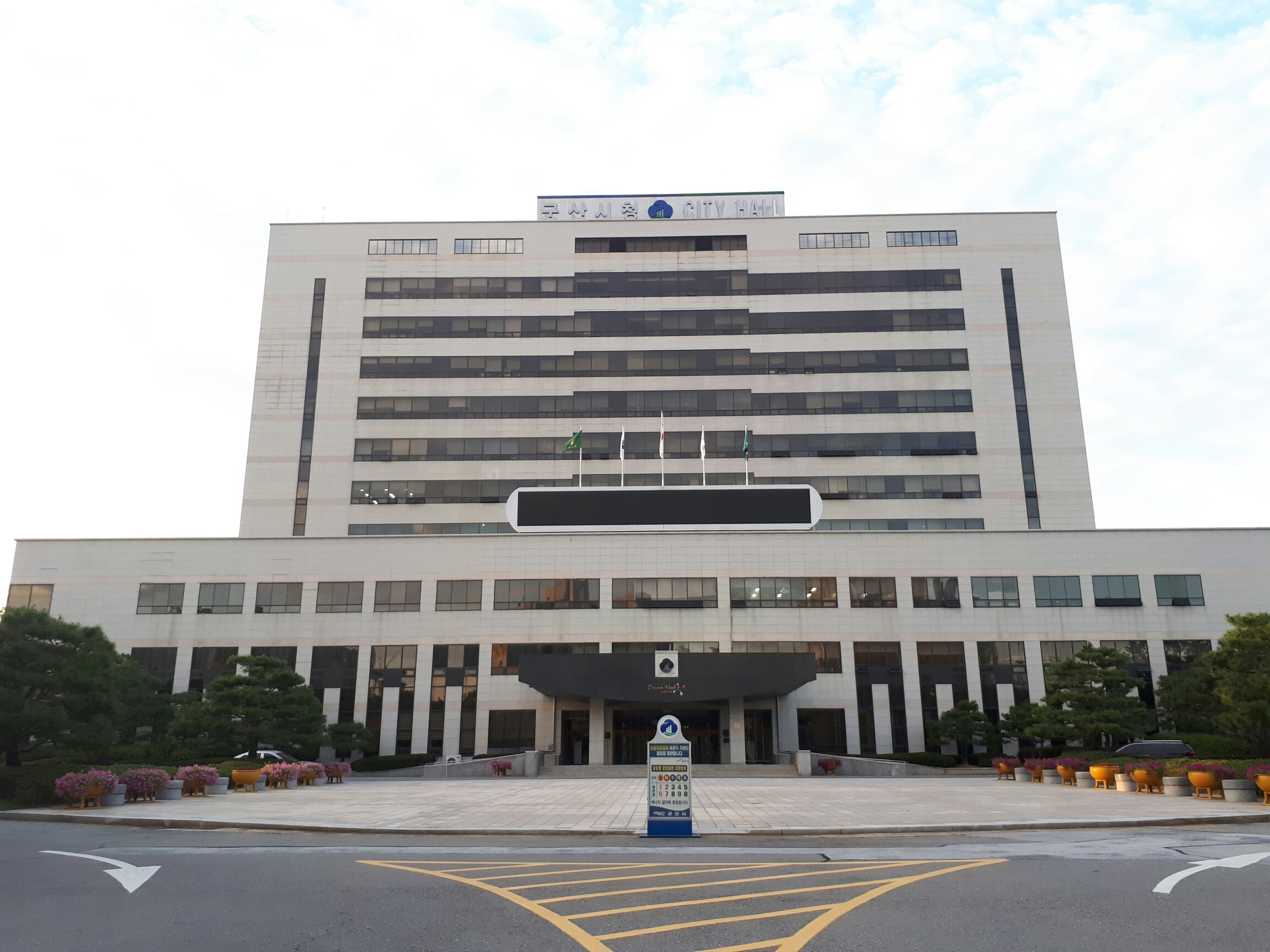
群山市庁

群山市（クンサンし）は、大韓民国全北特別自治道北西部の市。港湾都市として発展。
日本家屋をはじめとし、日本式寺院など日本と関連の深い近代文化遺産が多く残っている。

## 地理
錦江（クムガン）下流南岸に位置する。北は錦江を隔てて忠清南道舒川郡と接し、西は黄海に面する。南は全北特別自治道金堤市、東は益山市に接する。黄海を隔てて中国の山東半島に近い。
沖合には古群山群島が所在する。沿岸には、金堤市を経て南の扶安郡にまで広がるセマングムという大きな干潟があるが、ここで韓国最大級の干拓事業であるセマングム干拓事業が進行している。

### 気候
海に面するため、全北特別自治道の中ではそれほど寒さは厳しくない。
- 最高気温極値36.9℃（1994年7月24日）
- 最低気温極値-14.7℃（2004年1月22日）

| 群山市の気候                                                | 群山市の気候 | 群山市の気候 | 群山市の気候 | 群山市の気候 | 群山市の気候 | 群山市の気候  | 群山市の気候   | 群山市の気候   | 群山市の気候  | 群山市の気候 | 群山市の気候 | 群山市の気候 | 群山市の気候   |
| 月                                                          | 1月          | 2月          | 3月          | 4月          | 5月          | 6月           | 7月            | 8月            | 9月           | 10月         | 11月         | 12月         | 年             |
| ----------------------------------------------------------- | ------------ | ------------ | ------------ | ------------ | ------------ | ------------- | -------------- | -------------- | ------------- | ------------ | ------------ | ------------ | -------------- |
| 最高気温記録 °C （°F）                                      | 18.1 (64.6)  | 20.6 (69.1)  | 26.1 (79)    | 29.7 (85.5)  | 31.1 (88)    | 33.9 (93)     | 36.9 (98.4)    | 37.1 (98.8)    | 33.9 (93)     | 31.0 (87.8)  | 25.2 (77.4)  | 18.4 (65.1)  | 37.1 (98.8)    |
| 平均最高気温 °C （°F）                                      | 4.0 (39.2)   | 6.0 (42.8)   | 10.8 (51.4)  | 16.9 (62.4)  | 22.3 (72.1)  | 26.1 (79)     | 28.8 (83.8)    | 29.9 (85.8)    | 26.0 (78.8)   | 20.5 (68.9)  | 13.4 (56.1)  | 6.4 (43.5)   | 17.6 (63.7)    |
| 日平均気温 °C （°F）                                        | −0.1 (31.8)  | 1.6 (34.9)   | 5.8 (42.4)   | 11.5 (52.7)  | 17.1 (62.8)  | 21.6 (70.9)   | 25.1 (77.2)    | 25.9 (78.6)    | 21.5 (70.7)   | 15.3 (59.5)  | 8.7 (47.7)   | 2.2 (36)     | 13.0 (55.4)    |
| 平均最低気温 °C （°F）                                      | −3.8 (25.2)  | −2.4 (27.7)  | 1.5 (34.7)   | 6.9 (44.4)   | 12.8 (55)    | 18.1 (64.6)   | 22.3 (72.1)    | 22.8 (73)      | 17.8 (64)     | 10.9 (51.6)  | 4.6 (40.3)   | −1.5 (29.3)  | 9.2 (48.6)     |
| 最低気温記録 °C （°F）                                      | −16.8 (1.8)  | −13.6 (7.5)  | −8.5 (16.7)  | −1.6 (29.1)  | 4.4 (39.9)   | 10.8 (51.4)   | 14.1 (57.4)    | 14.4 (57.9)    | 8.3 (46.9)    | 0.7 (33.3)   | −7.4 (18.7)  | −14.5 (5.9)  | −16.8 (1.8)    |
| 降水量 mm （inch）                                          | 28.2 (1.11)  | 35.9 (1.413) | 44.7 (1.76)  | 81.6 (3.213) | 85.8 (3.378) | 142.2 (5.598) | 277.3 (10.917) | 266.5 (10.492) | 137.5 (5.413) | 55.2 (2.173) | 53.9 (2.122) | 37.2 (1.465) | 1,246 (49.055) |
| 平均降水日数 （≥0.1 mm）                                    | 9.6          | 7.4          | 8.2          | 8.2          | 8.3          | 9.6           | 14.4           | 12.9           | 8.7           | 6.5          | 9.5          | 11.1         | 114.4          |
| % 湿度                                                      | 71.2         | 69.7         | 70.6         | 71.5         | 75.2         | 80.1          | 85.4           | 83.2           | 79.4          | 74.0         | 72.0         | 71.7         | 75.3           |
| 平均月間日照時間                                            | 159.5        | 172.5        | 203.9        | 215.0        | 225.8        | 187.5         | 152.6          | 188.9          | 189.7         | 207.2        | 163.0        | 151.9        | 2,217.5        |
| 出典：韓国気象庁 (平均値：1991年-2020年、極値：1968年-現在) |              |              |              |              |              |               |                |                |               |              |              |              |                |

## 歴史

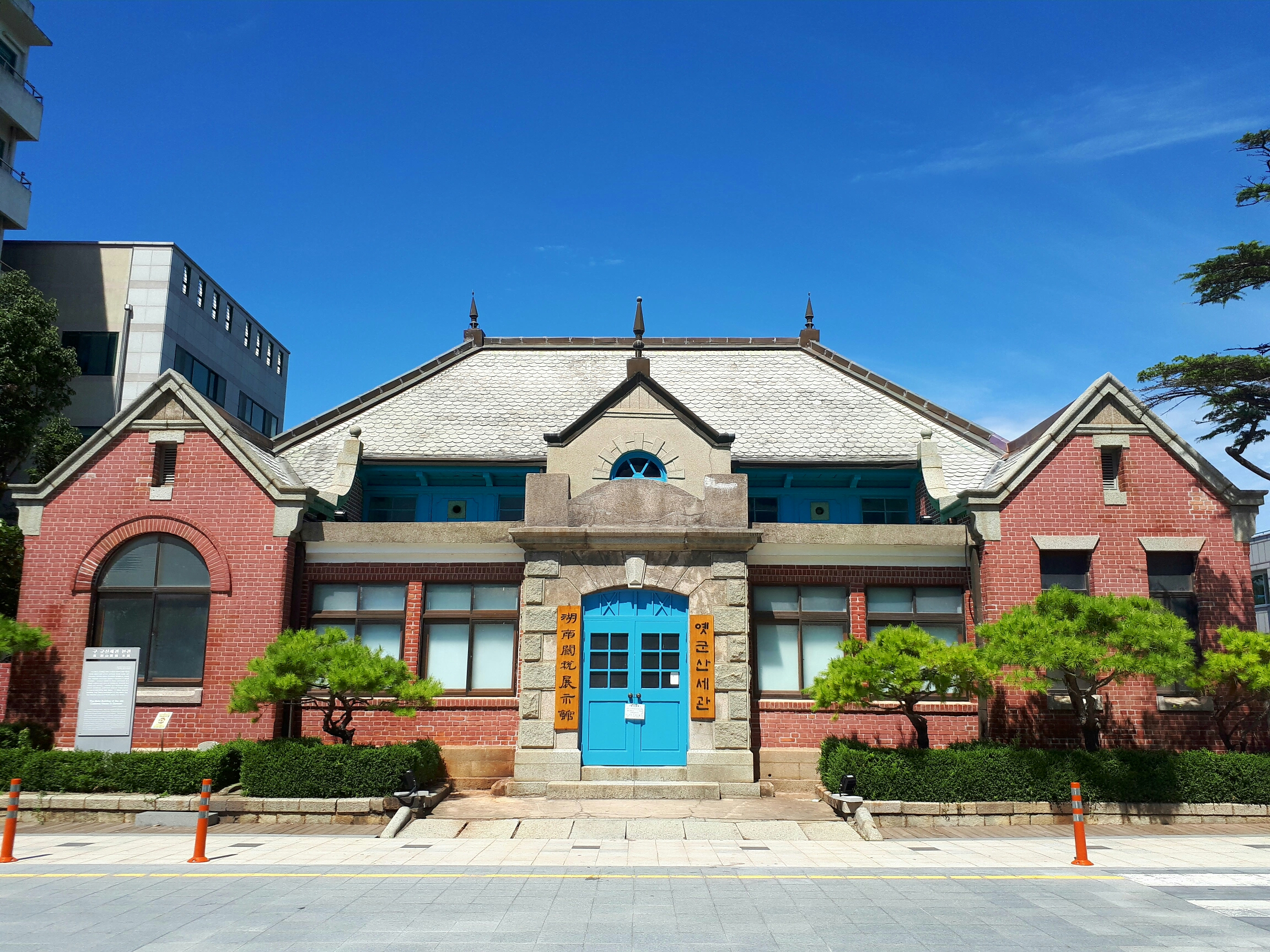
昔の群山税関

もともと市街地は百済の馬西良県、東部は尸山郡で統一新羅時代の757年に沃溝県・臨陂郡と改称されたが、貧しい漁村であった。1899年の開港以来、湖南平野の米の積出港として急速に発展、1906年に沃溝府に昇格した。1910年の韓国併合直後には群山府に改称した。独立後の1949年群山市と改称する。市名の起源は李氏朝鮮時代の群山浦に由来する。

### 群山市
- 1914年4月1日 - 旧来の群山府が分割され、群山府の都市地域を新たな群山府として指定する。群山府の農村部が沃溝郡に編入。
- 1940年11月1日 - 沃溝郡米面・開井面の各一部を編入。
- 1949年8月15日 - 群山府が群山市に改称。
- 1973年7月1日 - 沃溝郡米面・玉山面・開井面・聖山面の各一部を編入。
- 1983年2月15日 - 沃溝郡米星邑の一部を編入。
- 1989年1月1日 - 沃溝郡米星邑および沃島面の一部を編入。
- 1995年1月1日 - 群山市・沃溝郡が合併し、群山市が発足（1邑10面）。

### 沃溝郡
- 1914年4月1日 - 郡面併合により、臨陂郡および群山府の農村部・咸悦郡の一部・扶安郡の一部（飛雁島）、全羅南道智島郡の一部（古群山面）、忠清南道鰲川郡の一部（開也島・竹島・煙島・於青島）を沃溝郡として編成。沃溝郡に以下の面が成立（10面）。
  - 米面・旧邑面・玉山面・澮県面・臨陂面・瑞穂面・大野面・開井面・聖山面・羅浦面
- 1931年3月1日 - 旧邑面が沃溝面に改称（10面）。
- 1940年11月1日 - 米面・開井面のそれぞれ一部が群山府に編入（10面）。
- 1973年7月1日 - 米面・玉山面・開井面・聖山面のそれぞれ一部が群山市に編入（10面）。
- 1980年12月1日（2邑8面）
  - 沃溝面が沃溝邑に昇格。
  - 米面が米星邑に昇格。
- 1983年2月15日 - 米星邑の一部が群山市に編入（2邑8面）。
- 1986年4月1日 - 米星邑米星出張所が沃島面に昇格（2邑9面）。
- 1989年1月1日 - 米星邑および沃島面の一部が群山市に編入（1邑9面）。
- 1989年4月1日 - 沃溝邑西部出張所が沃西面に昇格（1邑10面）。
- 1995年1月1日 - 沃溝郡が群山市と合併し、群山市が発足。沃溝郡は廃止。

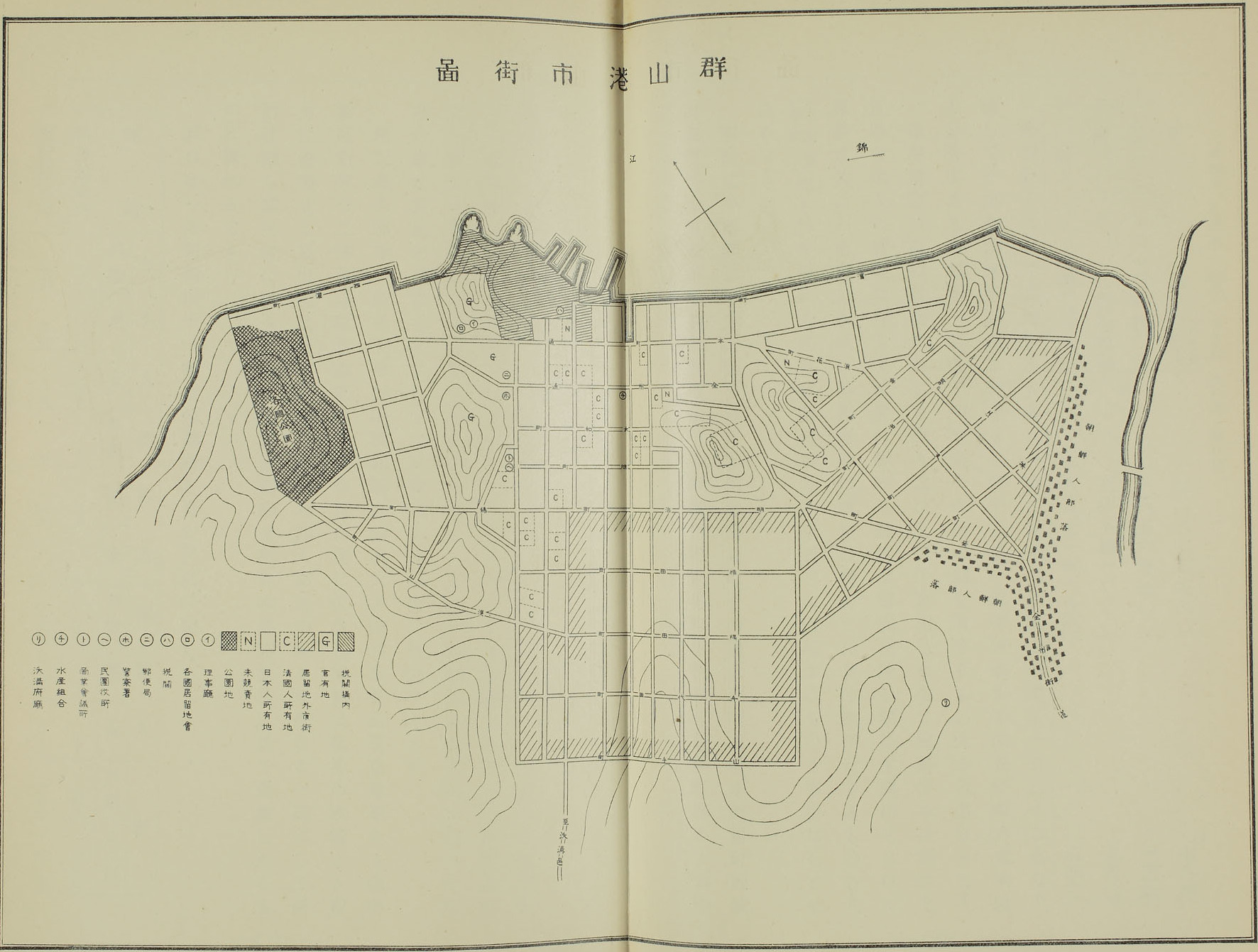
1910年の群山市街地（朝鮮総督府農商工部『韓國水産誌　第三輯』より）。各国の居留地や中国人居留地などがあった
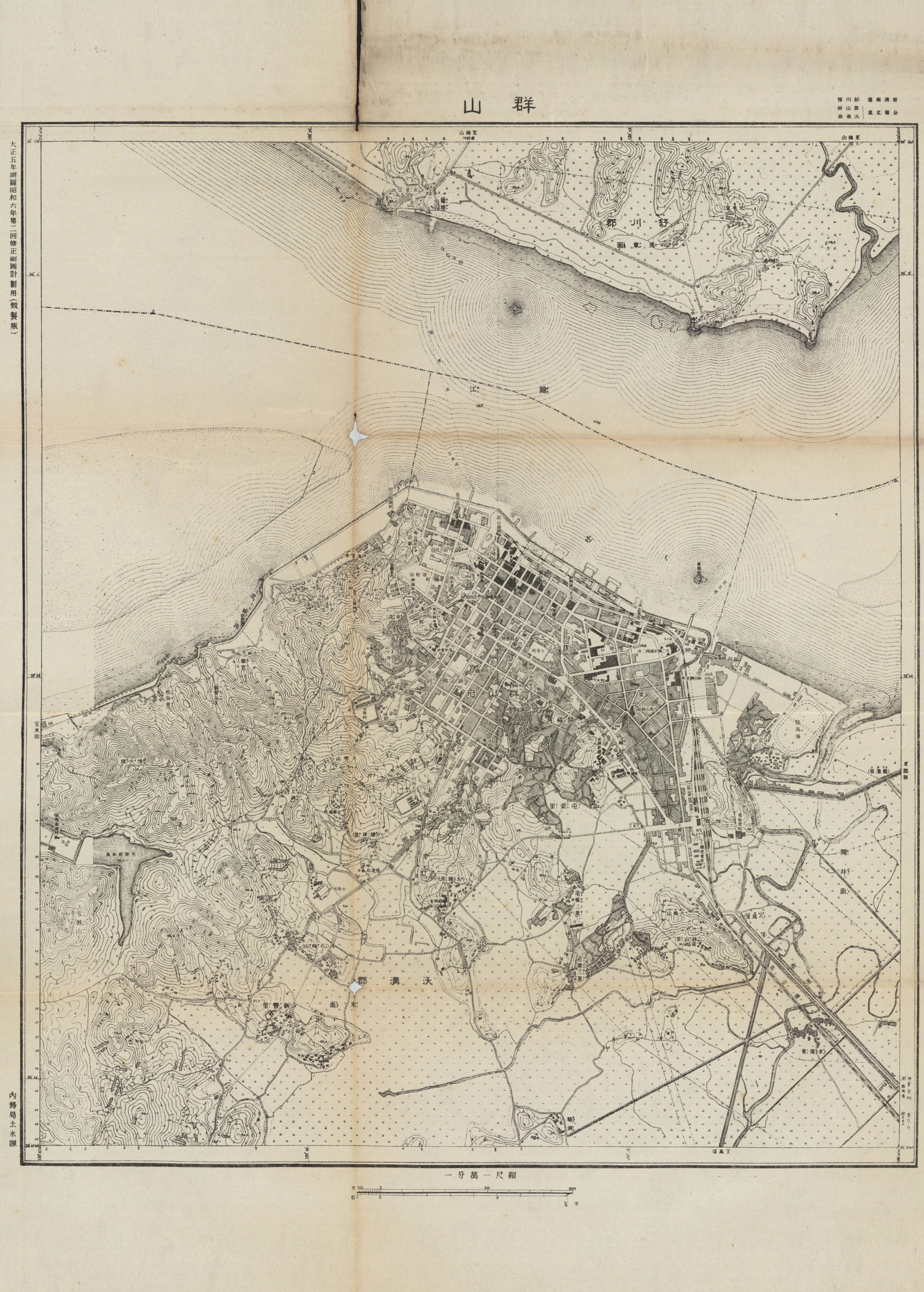
1931年の群山とその周辺。日本への穀物積出港として、中国などとの貿易港として栄えた
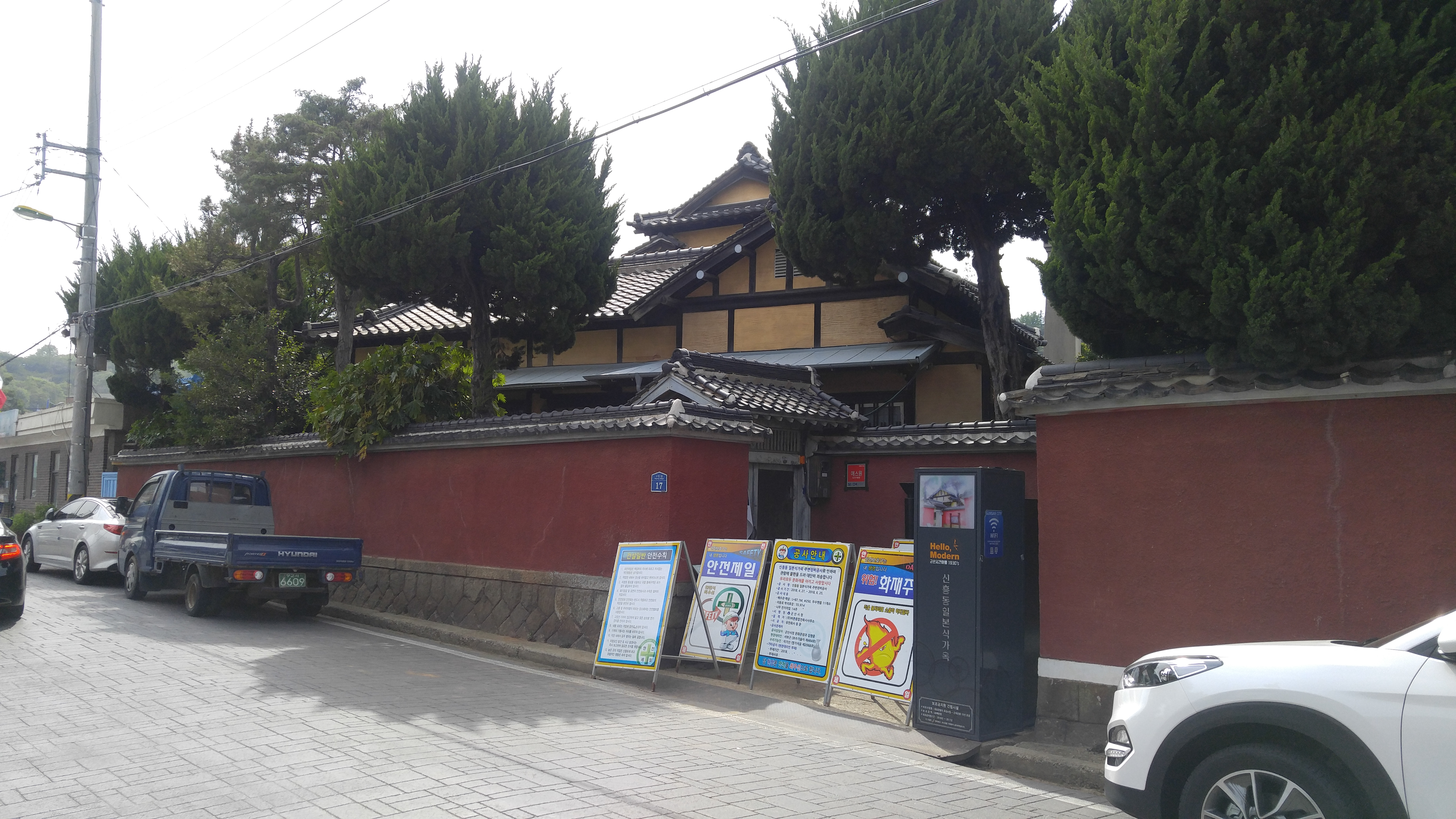
市内に残る日本家屋
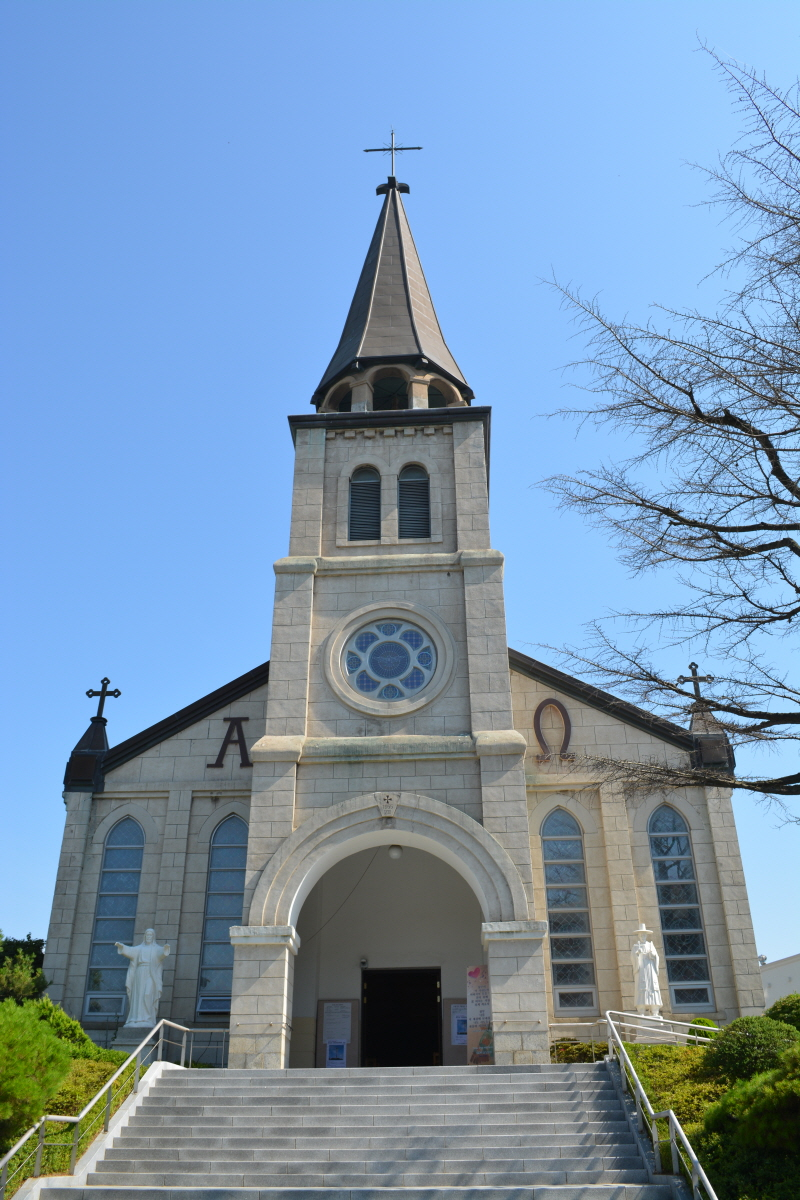
屯栗洞カトリック聖堂（1929年建堂、1955年現在の聖堂が完成）
- ファイル:Author

## 経済
1988年大規模な国営産業団地が造成され、工業都市としても発展し、1995年には沃溝郡を合併して市域が拡大した。近年の中韓貿易発展に伴い、対中貿易港としても売り出している。
2010年には現代重工業の群山造船所が稼働を開始したが、2015年以降の造船不況には抗えず蔚山造船所への集約が決定。2017年7月1日、群山造船所の閉鎖が行われた。中小企業を中心に地域経済の不振が深刻化したことから、2018年4月以降、韓国政府は群山市などを産業・雇用危機地域に指定し、経営安定資金、特別保証などの支援が行われた。
その後、造船業の業績が回復し、2023年1月を目途に群山造船所の再稼働が決定した。

## 行政

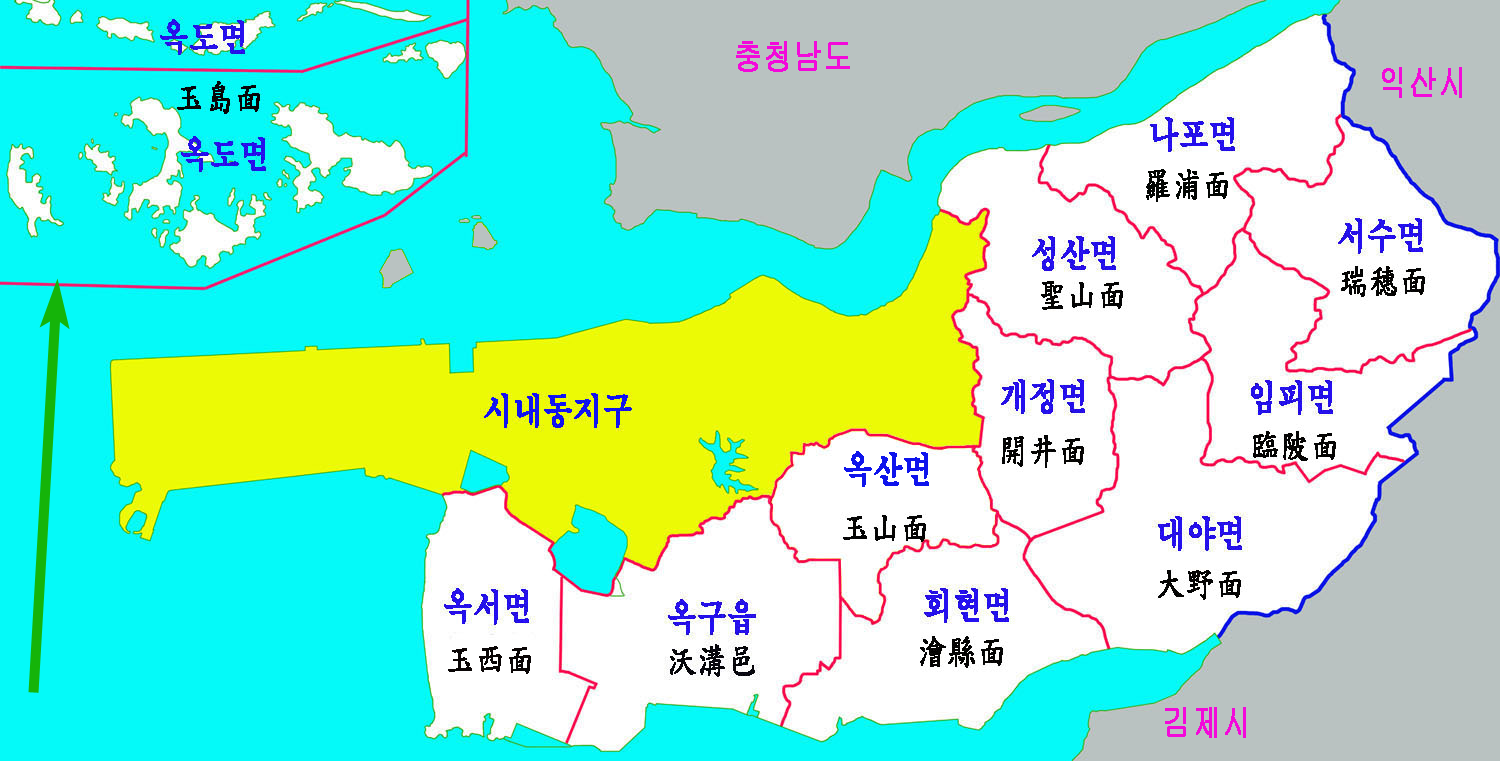
行政区域図

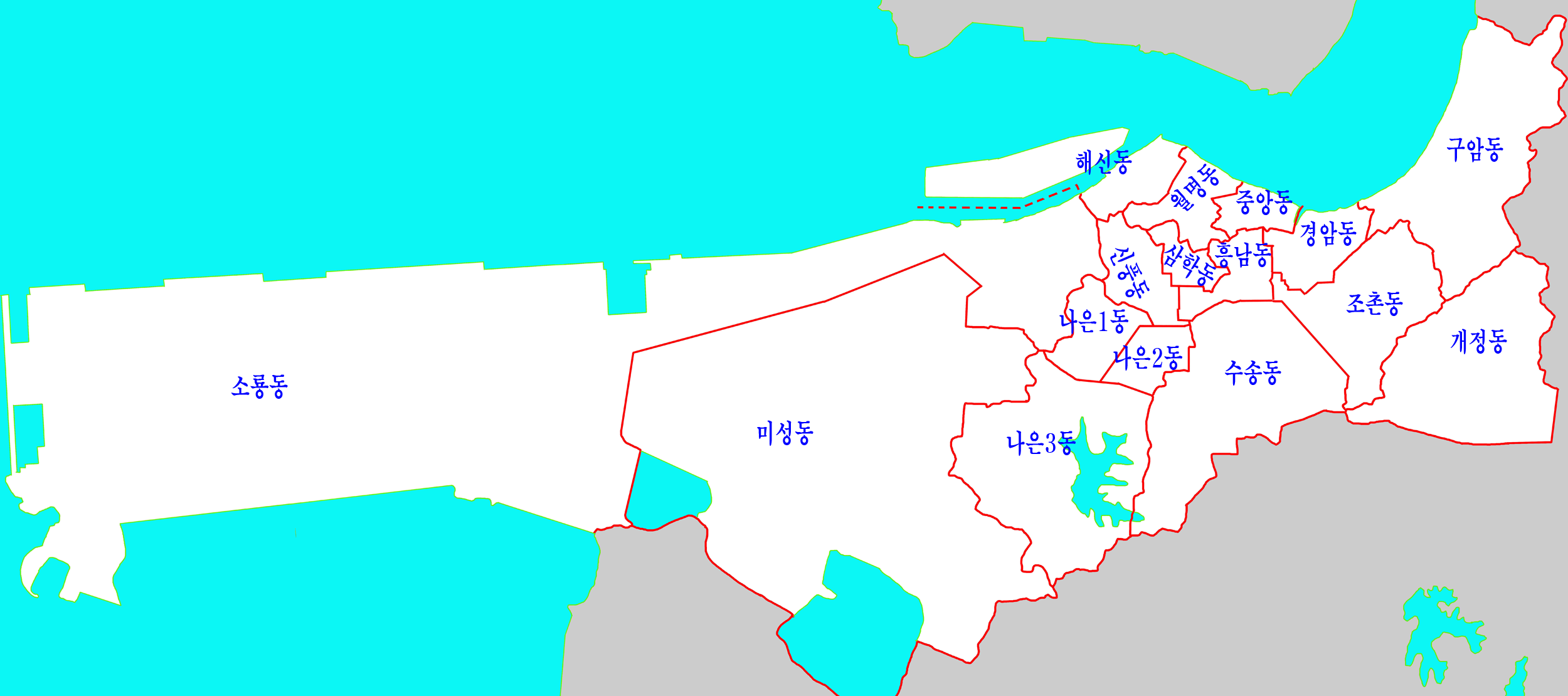
中心市街地の行政区域図

### 行政区域
| 行政洞・邑・面 | 法定洞・法定里 |
| -------------- | --- |
| 海新洞         | 海望洞、新興洞、錦洞 |
| 月明洞         | 月明洞、新昌洞、中央路1街、永和洞、蔵米洞、先陽洞、屯栗洞、昌城洞、明山洞、松昌洞、開福洞                                            |
| 新豊洞         | 文化洞、新豊洞、松豊洞 |
| 三鶴洞         | 三鶴洞、五龍洞、錦光洞 |
| 中央洞         | 中央路2街、栄洞、新栄洞、竹城洞、平和洞、仲洞、錦岩洞                                                                                |
| 興南洞         | 中央路3街、大明洞、蔵財洞、米原洞、東興南洞、西興南洞                                                                                |
| 助村洞         | 助村洞、京場洞 |
| 京岩洞         | 京岩洞 |
| 亀岩洞         | 亀岩洞、内興洞 |
| 開井洞         | 開井洞、沙亭洞 |
| 秀松洞         | 秀松洞、米場洞、紙谷洞 |
| 羅雲1洞        | 羅雲洞 |
| 羅雲2洞        | 羅雲洞 |
| 羅雲3洞        | 羅雲洞、米龍洞、新観洞、開寺洞 |
| 小龍洞         | 小龍洞、筽篒島洞、飛鷹島洞 |
| 米星洞         | 山北洞、内草洞、開寺洞、新観洞 |
| 沃溝邑         | 玉井里、上平里、耳谷里、寿山里、五谷里、船堤里、漁隠里                                                                               |
| 沃島面         | 開也島里、竹島里、於青島里、煙島里、仙遊島里、巫女島里、新侍島里、夜味島里、壮子島里、大長島里、串里島里、末島里、飛雁島里、斗里島里 |
| 沃西面         | 玉峰里、仙縁里 |
| 玉山面         | 玉山里、堂北里、錦城里、南内里、双鳳里                                                                                               |
| 澮県面         | 月淵里、金光里、大政里、細長里、古寺里、学堂里、院遇里、曽石里                                                                       |
| 臨陂面         | 邑内里、鷲山里、米院里、宝石里、戌山里、月下里、永昌里                                                                               |
| 瑞穂面         | 瑞穂里、鷲洞里、官元里、馬龍里、禾登里、琴岩里                                                                                       |
| 大野面         | 山月里、地境里、福橋里、光橋里、蝶山里、竹山里、宝徳里                                                                               |
| 開井面         | 阿東里、雲会里、峨山里、通使里、鉢山里、玉石里                                                                                       |
| 聖山面         | 高峰里、大明里、桃岩里、屯徳里、山谷里、聖徳里、余方里、倉梧里                                                                       |
| 羅浦面         | 羅浦里、蒋相里、玉昆里、富谷里、酒谷里、西浦里                                                                                       |

### 警察
- 群山警察署

### 消防
- 群山消防署

## 教育
- 群山大学校
- 群山中央女子高等学校

## 交通

### 鉄道

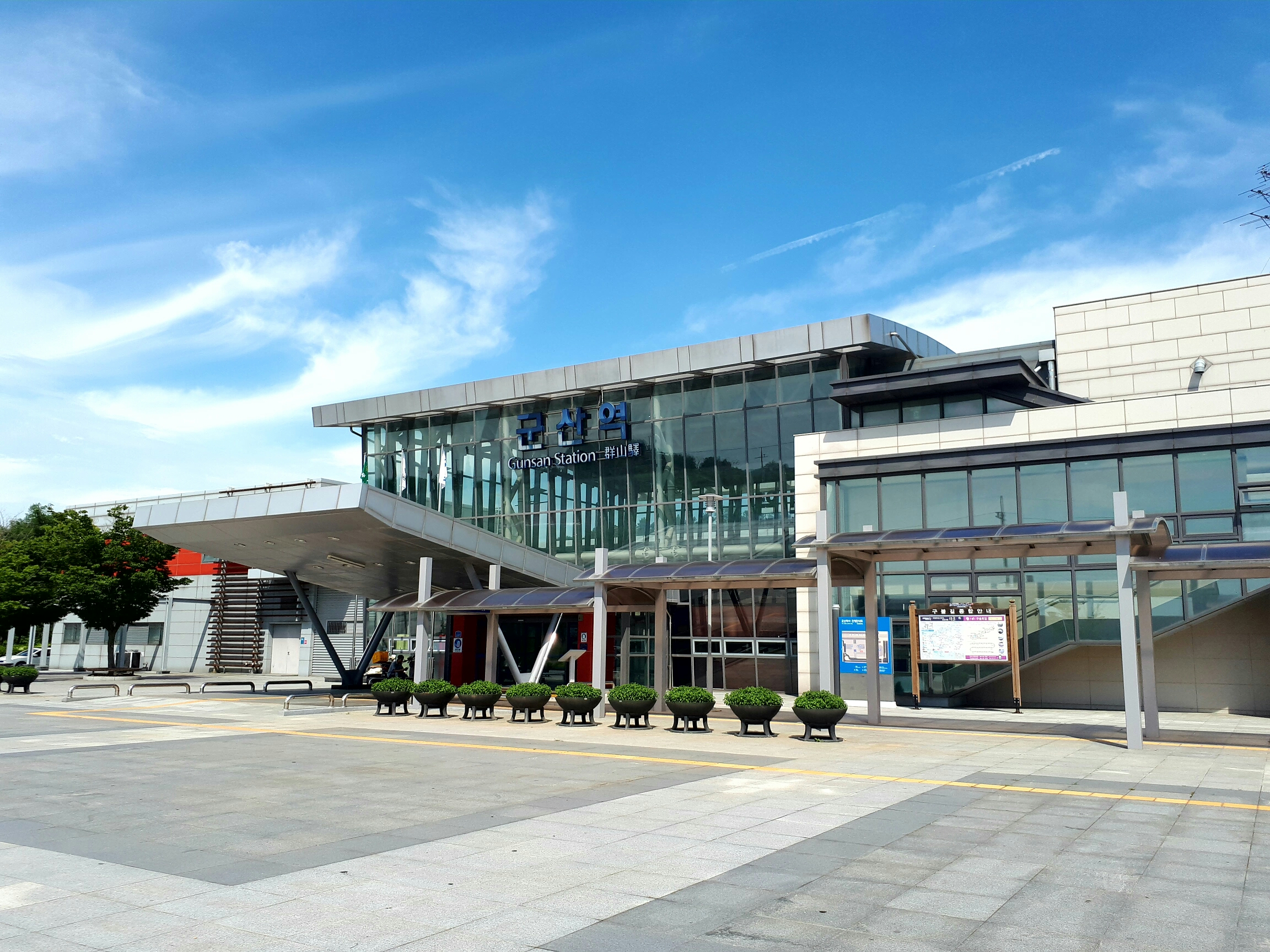
群山駅

長項線が通る。かつては「群山線」という路線名で、益山駅から伸びる盲腸線であったが、2008年に錦江を渡った対岸の長項線長項駅までを結ぶ新線が開通し、長項線に編入された。
新線開通に伴い、群山駅は市街地から離れた場所に移転した。同駅は全列車停車、大野駅は一部列車のみ停車。ソウル特別市の龍山駅から直通のセマウル号またはムグンファ号で3時間 - 3時間30分。益山駅から約20分で、龍山駅発のKTXから乗り継ぐと最短1時間半程度で移動できる。
- 韓国鉄道公社
  - 長項線
    - 群山駅 - 大野駅

  - 群山貨物線
    - 大野駅 - 開井駅 - 群山貨物駅（旧・群山駅）

  - 沃溝線
    - 群山玉山信号場 - 沃溝駅

  - 群山港線
    - 大野駅 - 群山玉山信号場 - 群山港駅

### バス
- 群山高速バスターミナル 群山駅から南西に4kmの、市街地に所在。発着はソウル高速バスターミナル行きのみで、昼間20分間隔で運行、所要時間2時間35分。
- 群山市外バスターミナル 高速バスターミナルの並びにある。東ソウルバスターミナル行きは60～90分間隔の運行。大田行きは60分間隔、光州行きは40分間隔。大邱へは大邱西部市外バスターミナルへの運行。その他仁川国際空港・金堤・釜山総合高速バスターミナル等への便がある。また、全州・益山への便は1時間に4本以上と多く、ターミナルビルは通常の市外バスターミナルビルと高速バスターミナルの間に別に設けられている。

### 道路
- 西海岸高速道路（15号線）
  - 東群山インターチェンジ - 群山サービスエリア（木浦方向のみ）- 群山インターチェンジ - 群山サービスエリア（ソウル方向のみ）

### 空港
群山空港はイースター航空が本拠とする空港である。
- 群山空港（済州路線のみ）

## 軍事
在韓米軍の群山空軍基地が所在する。

## スポーツ
韓国プロ野球の起亜タイガースが、群山月明総合運動場野球場において年間数試合の主催試合を行っている。

## メディア
全州を拠点とする各局のエリアであり、テレビ局においては市内に中継局が所在している。かつては西海放送が存在していたが、言論統廃合で韓国放送公社（KBS）に統合され、現在はKBS第3ラジオの中継局が市内に所在している。

## 姉妹都市
- 中国広西チワン族自治区北海市
- 中国山東省煙台市
- 中国江蘇省崑山市
- 米国ワシントン州タコマ市

## 出身著名人
- 李恩宙（女優）
- 高銀（詩人、作家）
- 蔡萬植（小説家）
- 金城漢（プロ野球選手、ヘテ・タイガース所属）
- 金赫珉（プロ野球選手、ハンファ・イーグルス所属）
- 呉智煥（プロ野球選手、LGツインズ所属）
- 李晋暎（プロ野球選手、KTウィズ所属）
- 田玗曄（プロ野球選手、起亜タイガース所属）
- 金相賢（プロ野球選手、起亜タイガース所属）
- 李容圭（プロ野球選手、ハンファ・イーグルス所属）
- 李承浩（プロ野球選手、ロッテ・ジャイアンツ所属）
- 蔡秉龍（プロ野球選手、SKワイバーンズ所属）
- 車雨燦（プロ野球選手、三星ライオンズ所属）
- 李宇善（プロ野球選手、三星ライオンズ所属）
- 朴明洙（コメディアン）